# Jesse Kellerman
Jesse Kellerman (Los Angeles, 1º settembre 1978) è uno scrittore e drammaturgo statunitense, e per un suo dramma (Things Beyond Our Control) ha ricevuto il Premio Principessa Grace quale nuovo emergente talento in Drammaturgia negli Stati Uniti d'America.
Kellerman è il figlio maggiore della famosa coppia di romanzieri Faye Kellerman e Jonathan Kellerman. Ha studiato Psicologia alla Harvard e Drammaturgia alla Brandeis University. Nel 1994 ha pubblicato un volume di poesie per bambini Daddy, daddy, can you touch the sky? (Papà, papà, riesci a toccare il cielo?) insieme a suo padre, Jonathan Kellerman. Per un periodo è stato il chitarrista principale del gruppo rock indie di Los Angeles Don't Shoot the Dog. 
Kellerman, come tutta la sua famiglia, è ebreo ortodosso.

## Opere
- (EN)  Sunstroke (2006)
- (EN)  Trouble (2007)
- (EN)  The Genius (2008) (pubblicato in UK col titolo The Brutal Art)
- (EN)  The Executor (2010)
- (EN)  Potboiler (2012)

### SerieIl Golem
1. Il Golem di Hollywood (The Golem of Hollywood, 2014) con Jonathan Kellerman, Fanucci, 2015. ISBN 9788866882312[1][2]
2. (EN)  The Golem of Paris, con Jonathan Kellerman (2015)

### SerieClay Edison
1. (EN)  Crime Scene (2017) (con Jonathan Kellerman)
2. (EN)  A Measure of Darkness (2018) (con Jonathan Kellerman)
3. (EN)  Half Moon Bay (2020) (pubblicato in UK col titolo Lost Souls) (con Jonathan Kellerman)
4. (EN)  The Burning (2021) (con Jonathan Kellerman)

### Teatro
- (EN)  Things Beyond Our Control (2004)